# 名古屋おもてなし武将隊
名古屋おもてなし武将隊（なごやおもてなしぶしょうたい）は、「武将都市ナゴヤ」をPRするために結成された名古屋市の観光PR部隊。別名「イケメン武将隊」とも呼ばれる。
名称は2010年（平成22年）10月29日に商標登録されている（第5364564号）。

## 概要

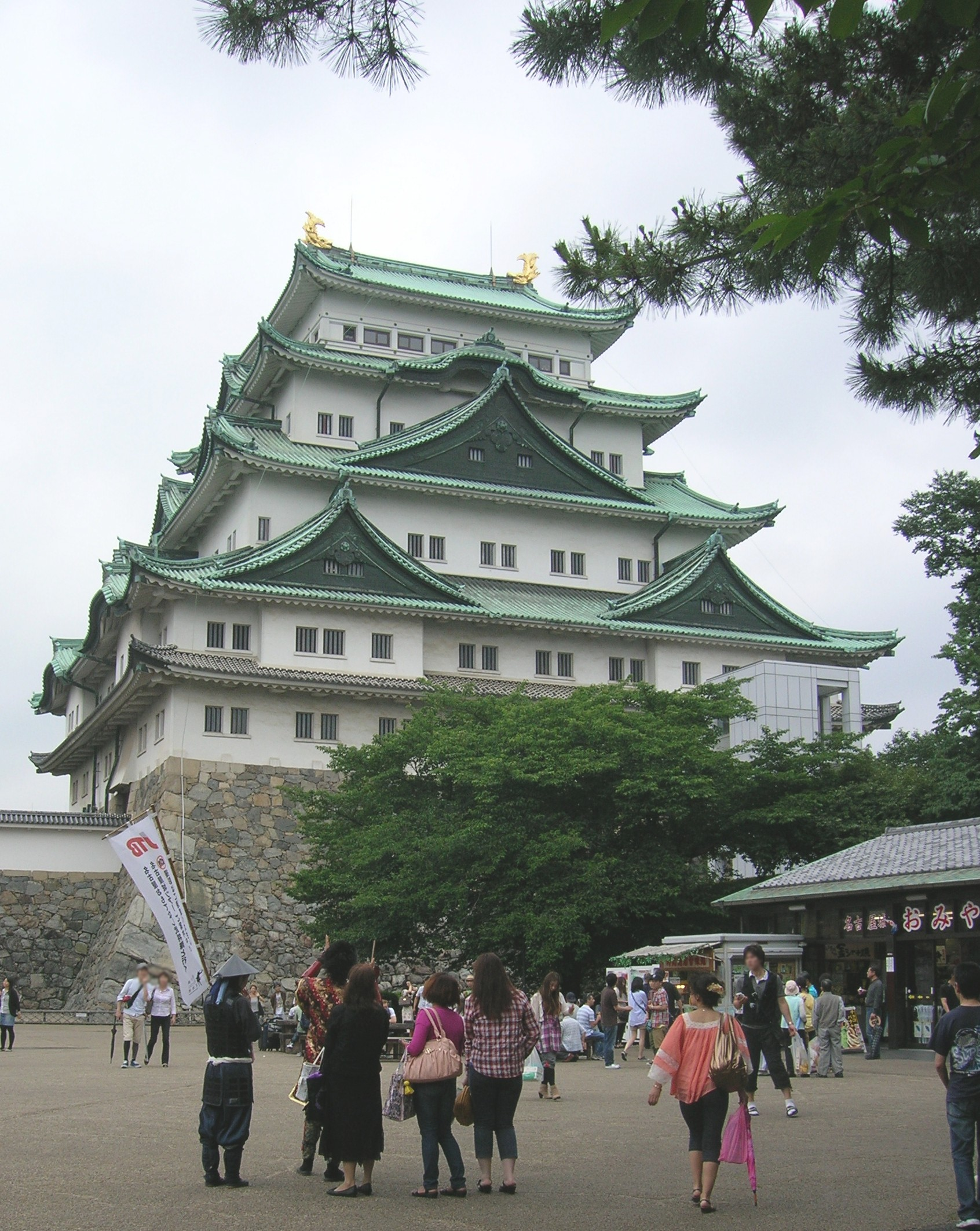
観光客を案内する前田慶次（2011年）

名古屋開府400年に合わせて名古屋市のふるさと雇用対策事業の一環として結成されたPR部隊で、全国の武将ゆかりの地に結成されている各おもてなし武将隊の先駆けとなる2009年（平成21年）11月3日に名古屋城内にて結成式が行われた。運営は名古屋市の広告代理店・三晃社が行っている。
メンバーは緊急雇用対策のため、ハローワークで募集され、オーディションに合格した日本人女性や外国人男性を含む10名で結成され、織田信長、豊臣秀吉、徳川家康、前田利家、加藤清正、前田慶次の愛知県にゆかりのある6武将と陣笠隊（足軽）に扮し、毎日交代で名古屋城で観光案内等を行うほか、週末には演武（殺陣や寸劇、甲冑ダンス、武将クイズ）など、パフォーマンスを行い、また戦国武将ブームなどもあり、歴女を初めとする女性ファンが多く、追っかけファンもでるなど、人気を博しており、名古屋のローカル番組にレギュラー出演するほか、CM出演や写真集が出版されるなど、活躍の場を広げている。
2011年（平成23年）4月20日には「百花繚乱/祈り」でCDデビューを果たした。
活動期間は結成から2010年（平成22年）9月までの半年間の予定だったが、2012年（平成24年）3月まで延長され、4月以降は名古屋市から独立して活動することとなった。これに伴い、武将と陣笠の一部が卒業している。
名古屋おもてなし武将隊の成功により、全国各地で同部隊を参考にしたPR部隊が展開されることとなった。

## 年表
- 2009年11月3日 - 結成[2]。
- 2010年3月31日 - 茄子・お糸が卒業。
- 2010年4月 - 市蔵・亀吉が加入。
- 2012年3月31日 - 織田信長・豊臣秀吉・前田慶次・お里・市蔵が卒業[4]。
- 2012年5月20日 - 織田信長・豊臣秀吉・前田慶次・元気！・踊舞が加入[5]。
- 2014年3月30日 - 立三が卒業。
- 2014年4月13日 - なつが加入[6]。
- 2015年3月29日 - 豊臣秀吉・前田利家・前田慶次・亀吉・元気！が卒業[7]。
- 2015年4月4日 - 豊臣秀吉・前田利家・前田慶次・章右衛門・一之助が加入[8][9]。
- 2016年3月27日 - 織田信長・加藤清正が卒業[10][11]。
- 2016年5月22日 - 織田信長・加藤清正が加入[12][13]。
- 2017年3月26日 - 章右衛門が卒業[14]。
- 2017年5月27日 - 哉太郎が加入[15]。
- 2018年3月31日 - 前田利家・一之助が卒業[16][17]。
- 2018年5月26日 - 前田利家・太助が加入[18]。
- 2019年3月31日 - 加藤清正・哉太郎が卒業[19][20]。
- 2019年5月2日 - 加藤清正・凛太郎が加入[21]。
- 2020年3月29日 - 豊臣秀吉・凛太郎が卒業。
- 2020年5月10日 - 豊臣秀吉・惣平が加入[22]。
- 2021年4月25日 - 前田利家・惣平が卒業。
- 2021年6月26日 - 前田利家・十吾が加入[23]。
- 2023年3月31日 - 豊臣秀吉・加藤清正が卒業。
- 2023年5月20日 - 豊臣秀吉・加藤清正が加入[24]。

## メンバー

### 武将隊
| 期間                            | 織田信長 | 豊臣秀吉   | 徳川家康 | 前田利家       | 加藤清正 | 前田慶次 |
| ------------------------------- | -------- | ---------- | -------- | -------------- | -------- | -------- |
| 2009年11月03日 - 2012年03月31日 | 憲俊     | 宮田大樹   | 倉橋岳   | 権藤貴志       | 丹羽智則 | 土手翔太 |
| 2012年05月20日 - 2015年03月29日 | 佐野俊輔 | 菅沼翔也   | 倉橋岳   | 権藤貴志       | 丹羽智則 | 永松大樹 |
| 2015年04月04日 - 2016年03月27日 | 佐野俊輔 | 齋藤優樹   | 倉橋岳   | 水鳥皓太       | 丹羽智則 | 傍島将大 |
| 2016年05月22日 - 2018年03月31日 | 岩崎健人 | 齋藤優樹   | 倉橋岳   | 水鳥皓太       | 東達也   | 傍島将大 |
| 2018年05月26日 - 2019年03月31日 | 岩崎健人 | 齋藤優樹   | 倉橋岳   | 服部歩         | 東達也   | 傍島将大 |
| 2019年05月02日 - 2020年03月29日 | 岩崎健人 | 齋藤優樹   | 倉橋岳   | 服部歩         | 羽場涼介 | 傍島将大 |
| 2020年05月10日 - 2021年04月25日 | 岩崎健人 | 伊与田良彦 | 倉橋岳   | 服部歩         | 羽場涼介 | 傍島将大 |
| 2021年06月26日 - 2023年03月31日 | 岩崎健人 | 伊与田良彦 | 倉橋岳   | 檜尾ケンシロウ | 羽場涼介 | 傍島将大 |
| 2023年05月20日 -                | 岩崎健人 | 松下なお   | 倉橋岳   | 檜尾ケンシロウ | 岡島俊介 | 傍島将大 |

### 陣笠隊

#### 現在
- 踊舞：長谷川将也（2012年5月20日[5] - ）
- なつ：秀島なつみ（2014年4月13日[6] - ）
- 太助：近藤琢也（2018年5月26日[18] - ）
- 十吾：守瀬以祐（2021年6月26日[23] - ）

#### 過去
- 立三：立岡俊介（2009年11月3日[2] - 2014年3月30日）
- 茄子（2009年11月3日[2] - 2010年3月31日）
- お糸（2009年11月3日[2] - 2010年3月31日）
- お里：鳥居里美（2009年11月3日[2] - 2012年3月31日[4]）
- 市蔵：市川智也（2010年4月 - 2012年3月31日[4]）
- 亀吉：亀井英樹（2010年4月 - 2015年3月29日[7]）
- 元気！：伊藤玄紀（2012年5月20日[5] - 2015年3月29日[7]）
- 章右衛門：後藤章（2015年4月4日[8][9] - 2017年3月26日[14]）
- 一之助：黒川一将（2015年4月4日[8][9] - 2018年3月31日[16][17]）
- 哉太郎：中山卓哉（2017年5月27日[15] - 2019年3月31日[19][20]）
- 凛太郎（2019年5月2日[21] - 2020年3月29日）
- 惣平（2020年5月10日[22] - 2021年4月25日）

## ギャラリー

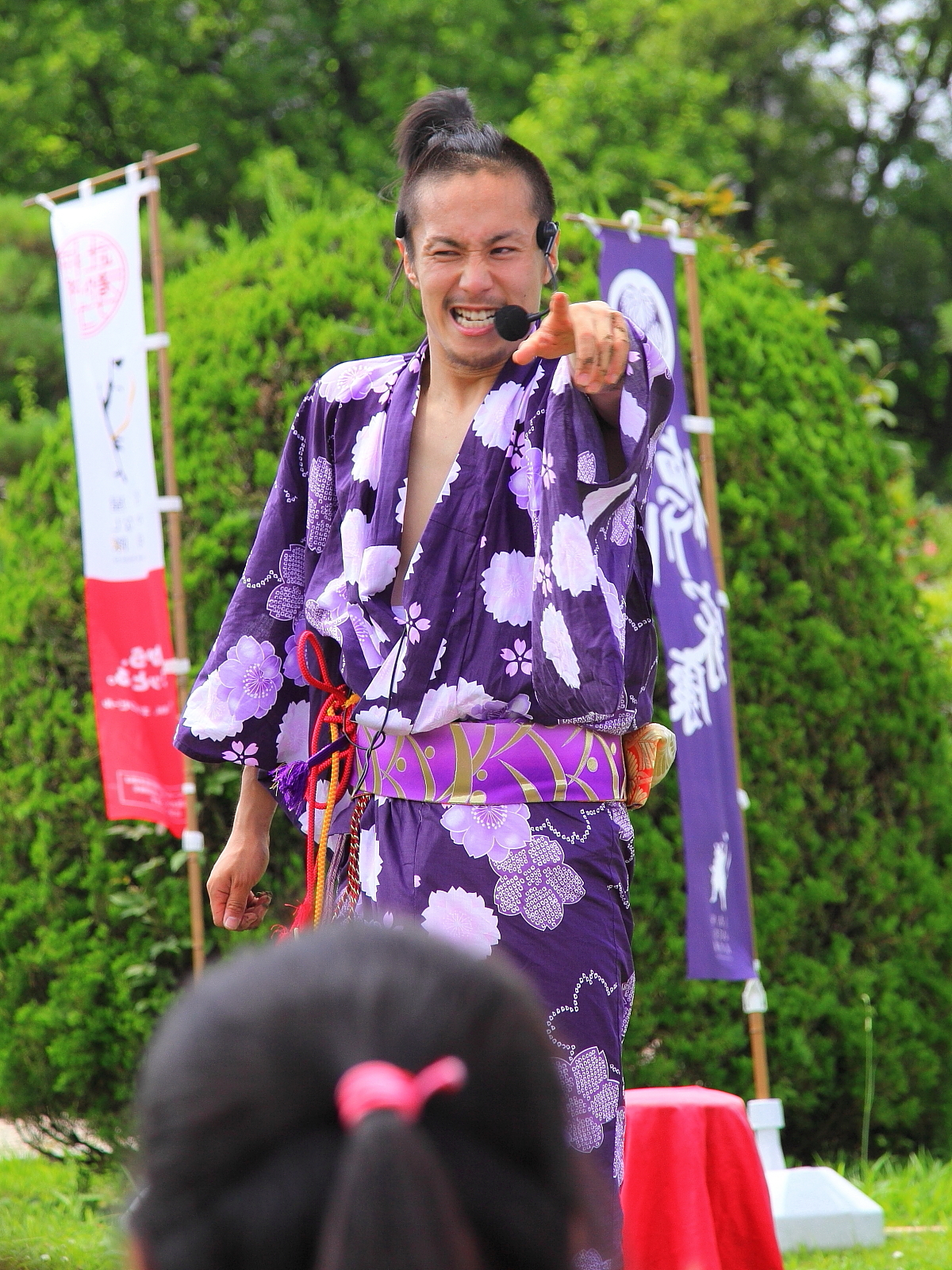
織田信長（初代） （2010年（平成22年）7月）
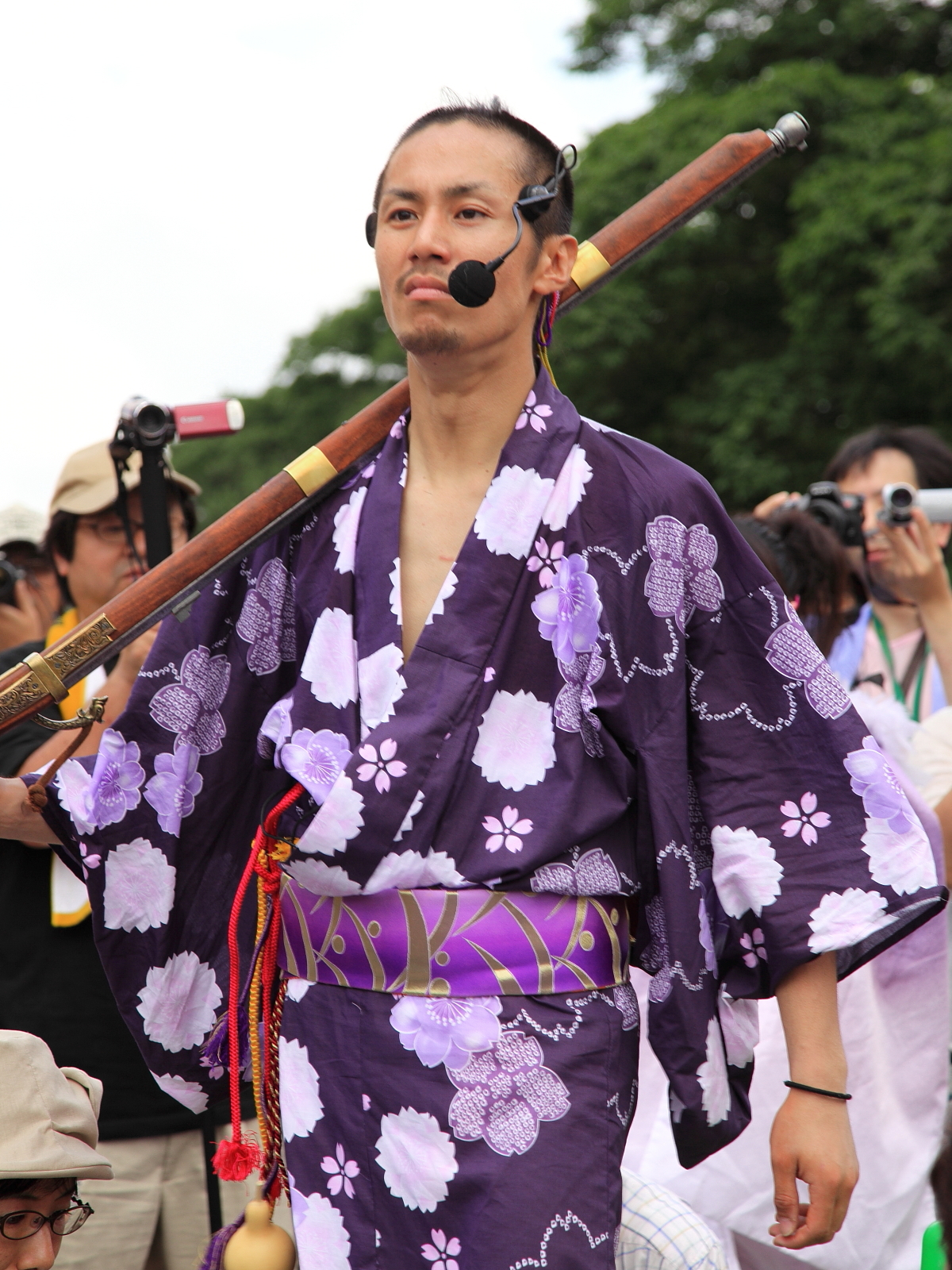
織田信長（初代） （2010年（平成22年）7月）
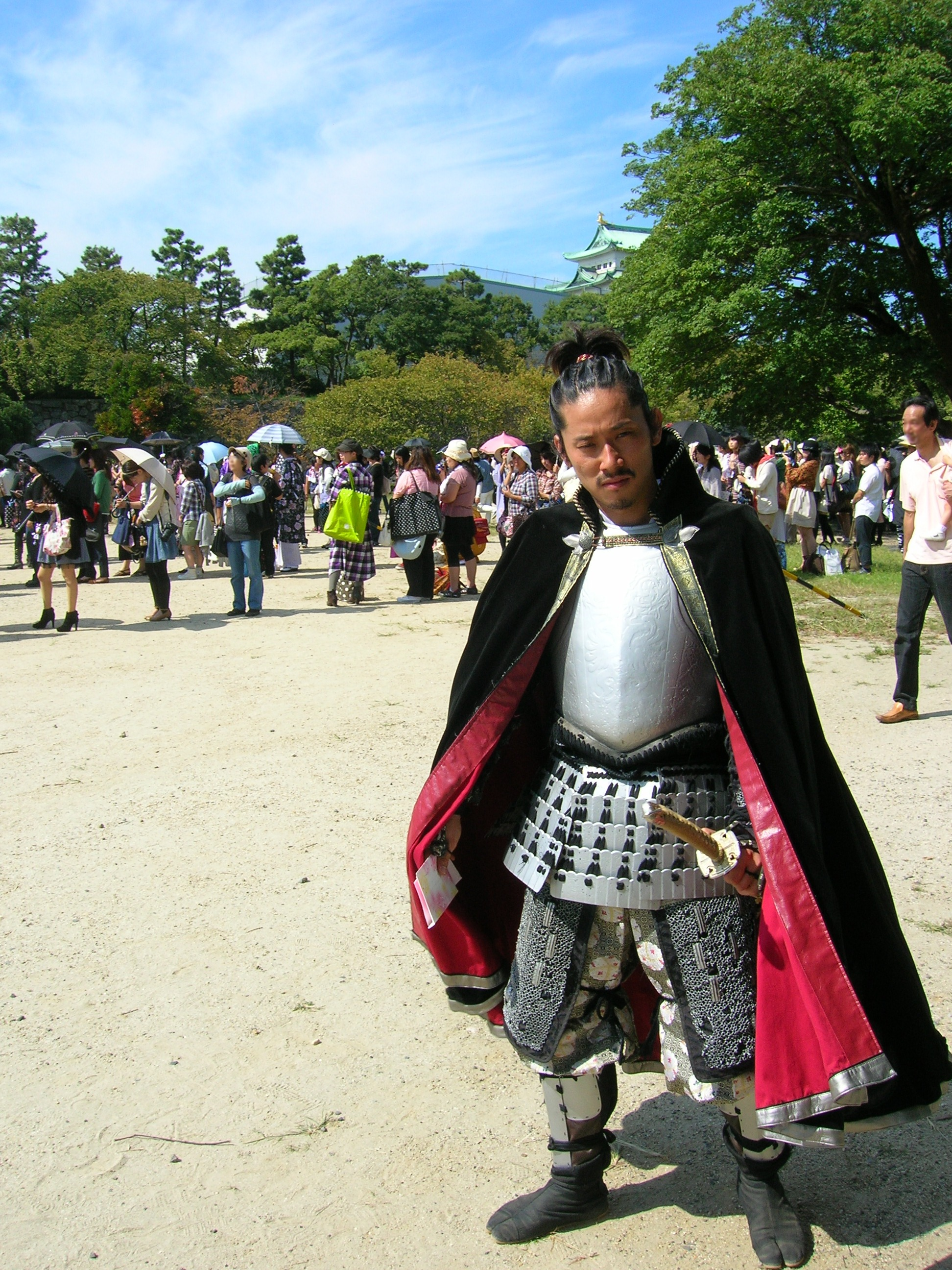
織田信長（2代目） （2012年（平成24年）10月）
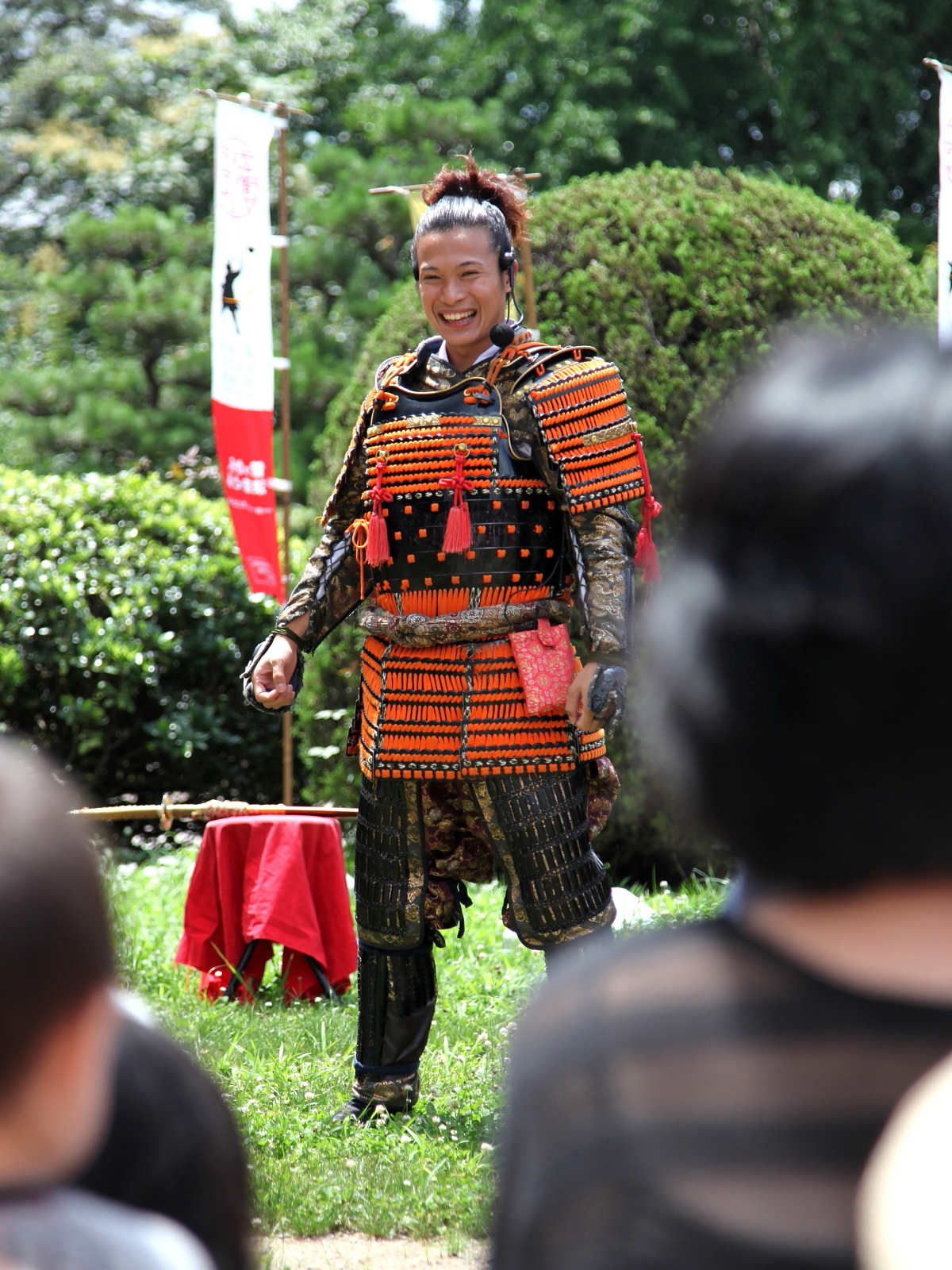
豊臣秀吉（初代） （2010年（平成22年）7月）
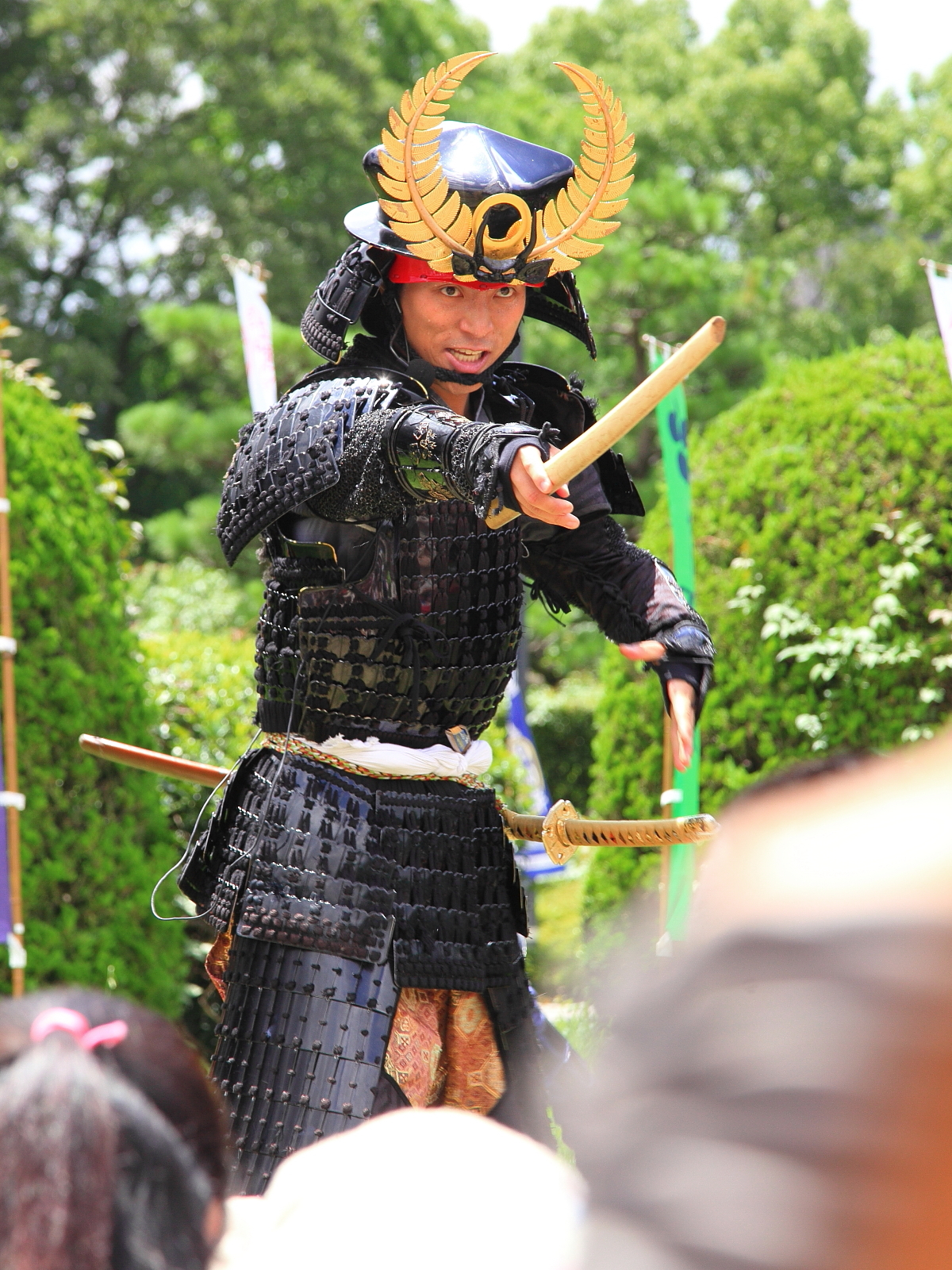
徳川家康 （2010年（平成22年）7月）
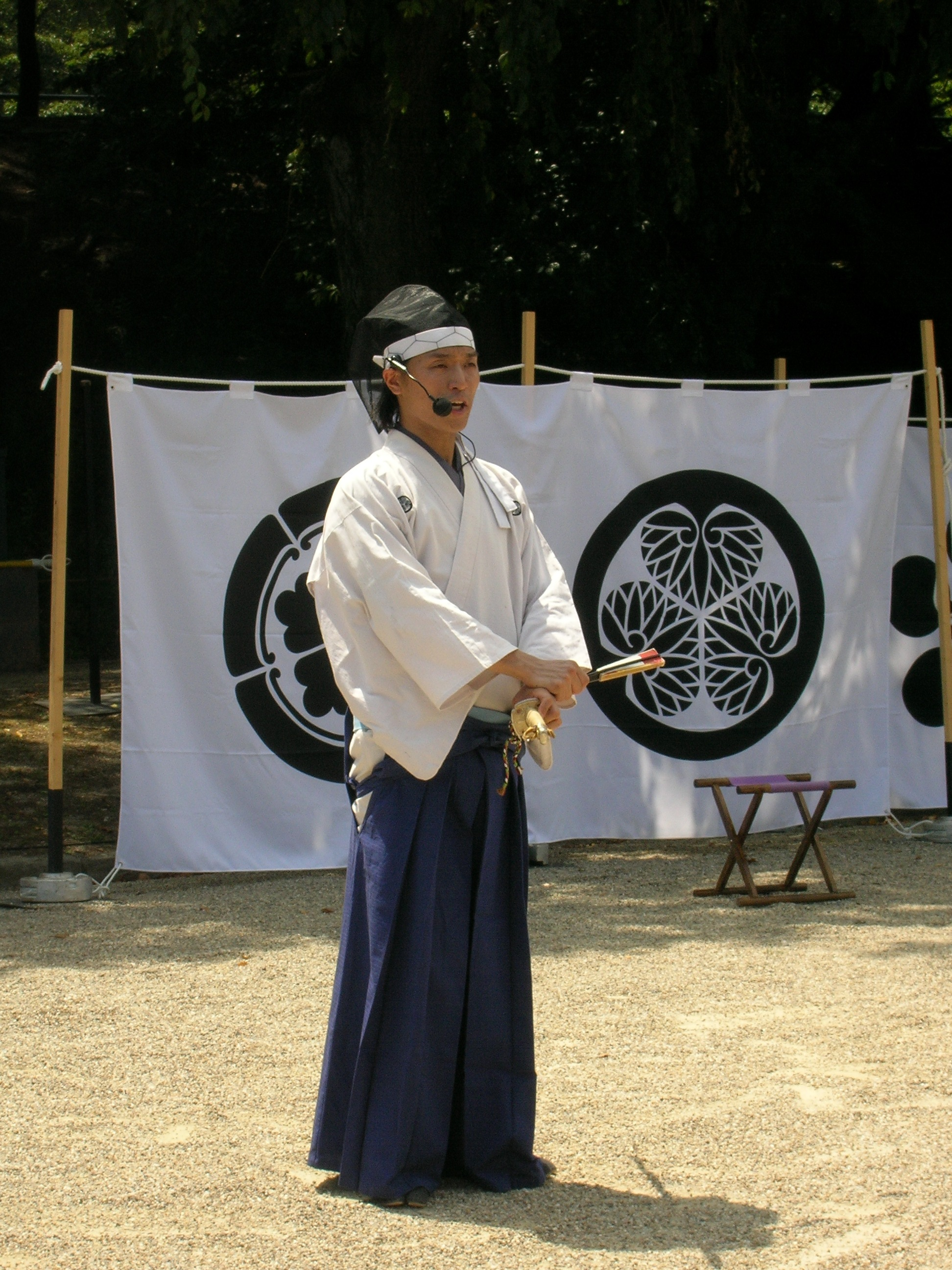
徳川家康の立ち姿 （2012年（平成24年）8月）
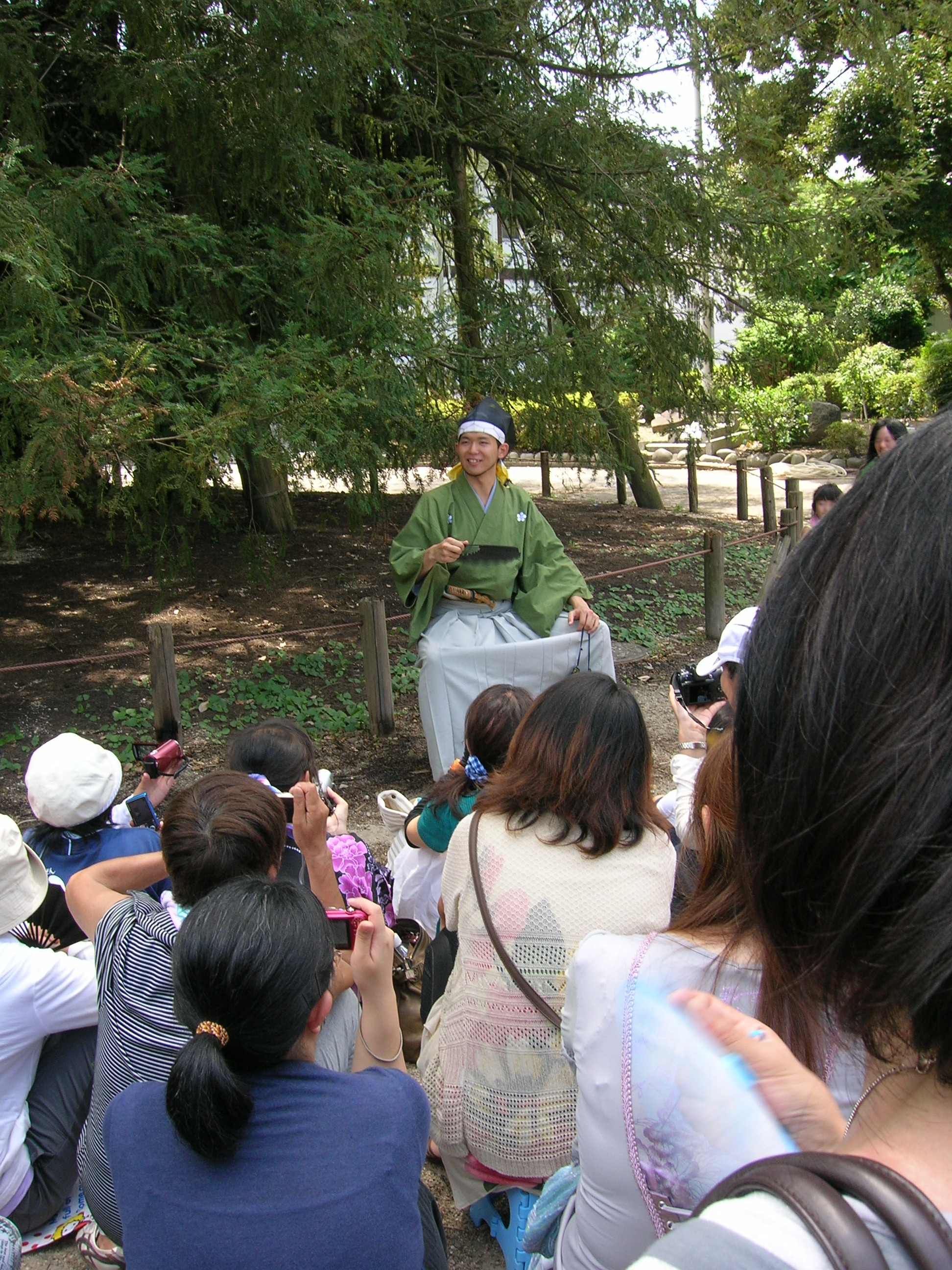
来場者と歓談する前田利家（初代） （2011年（平成23年）8月）
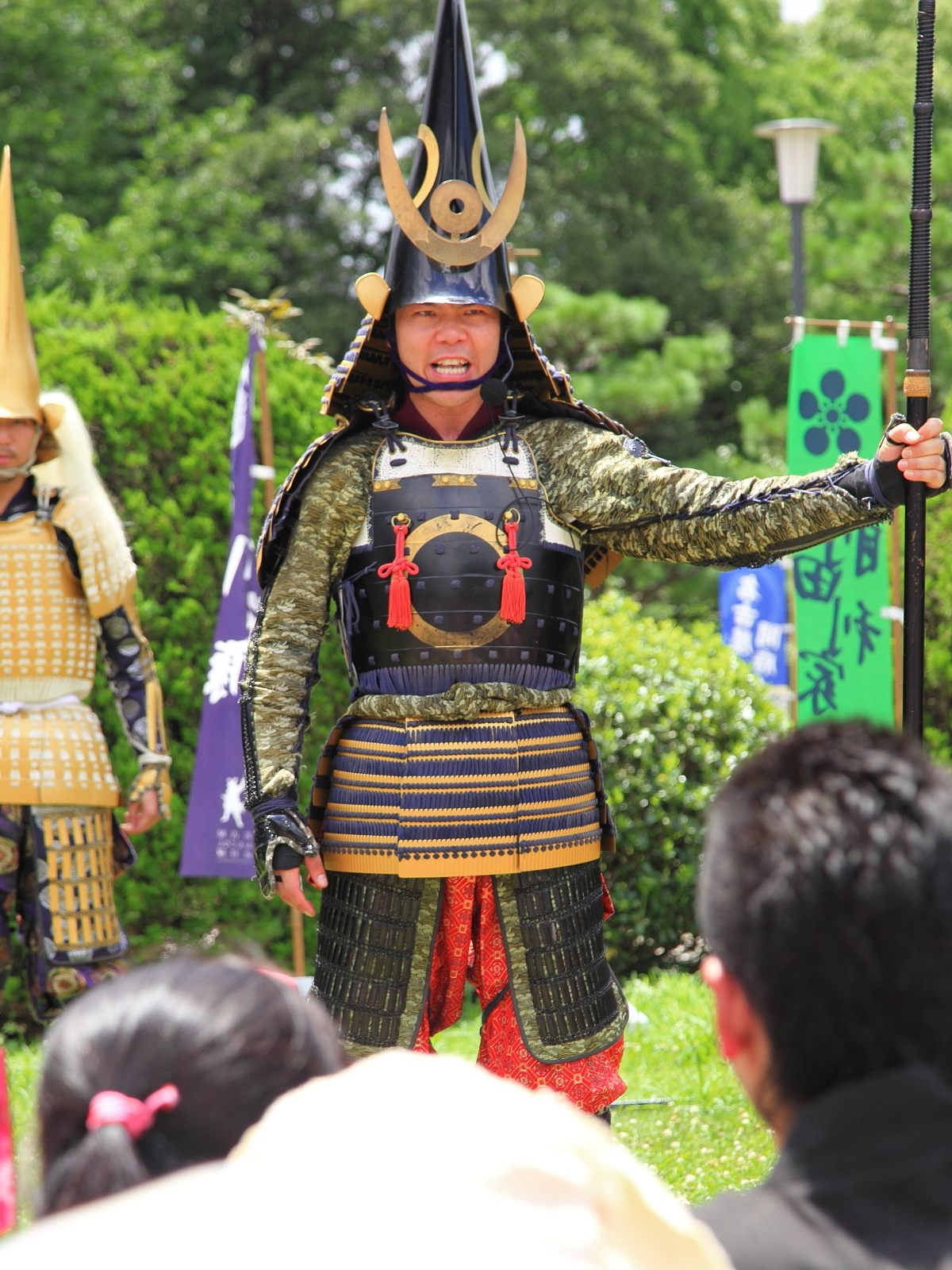
加藤清正（初代） （2010年（平成22年）7月）
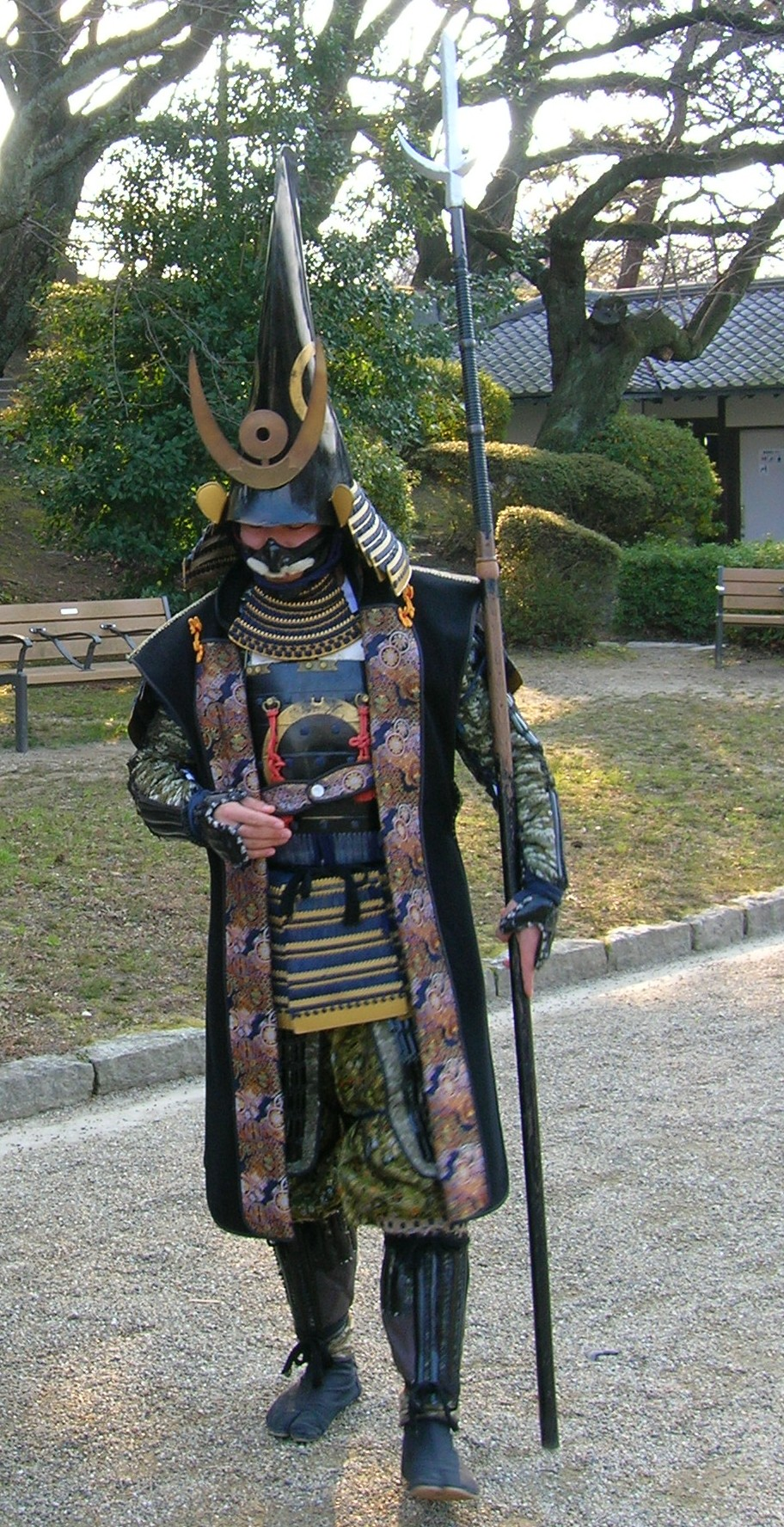
具足と槍を装備した加藤清正（初代） （2012年（平成24年）1月）
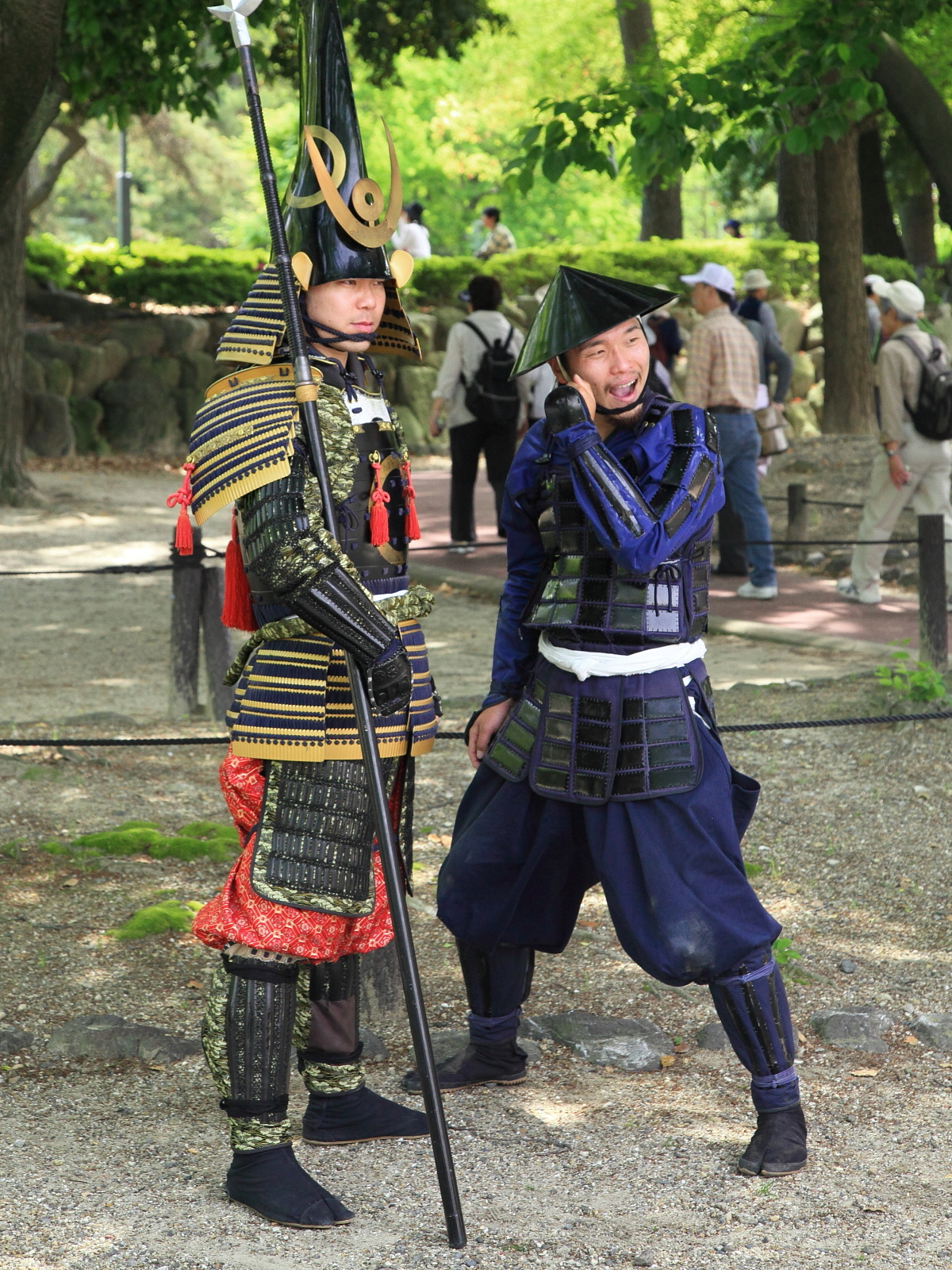
加藤清正（初代）と市蔵 （2010年（平成22年）5月）
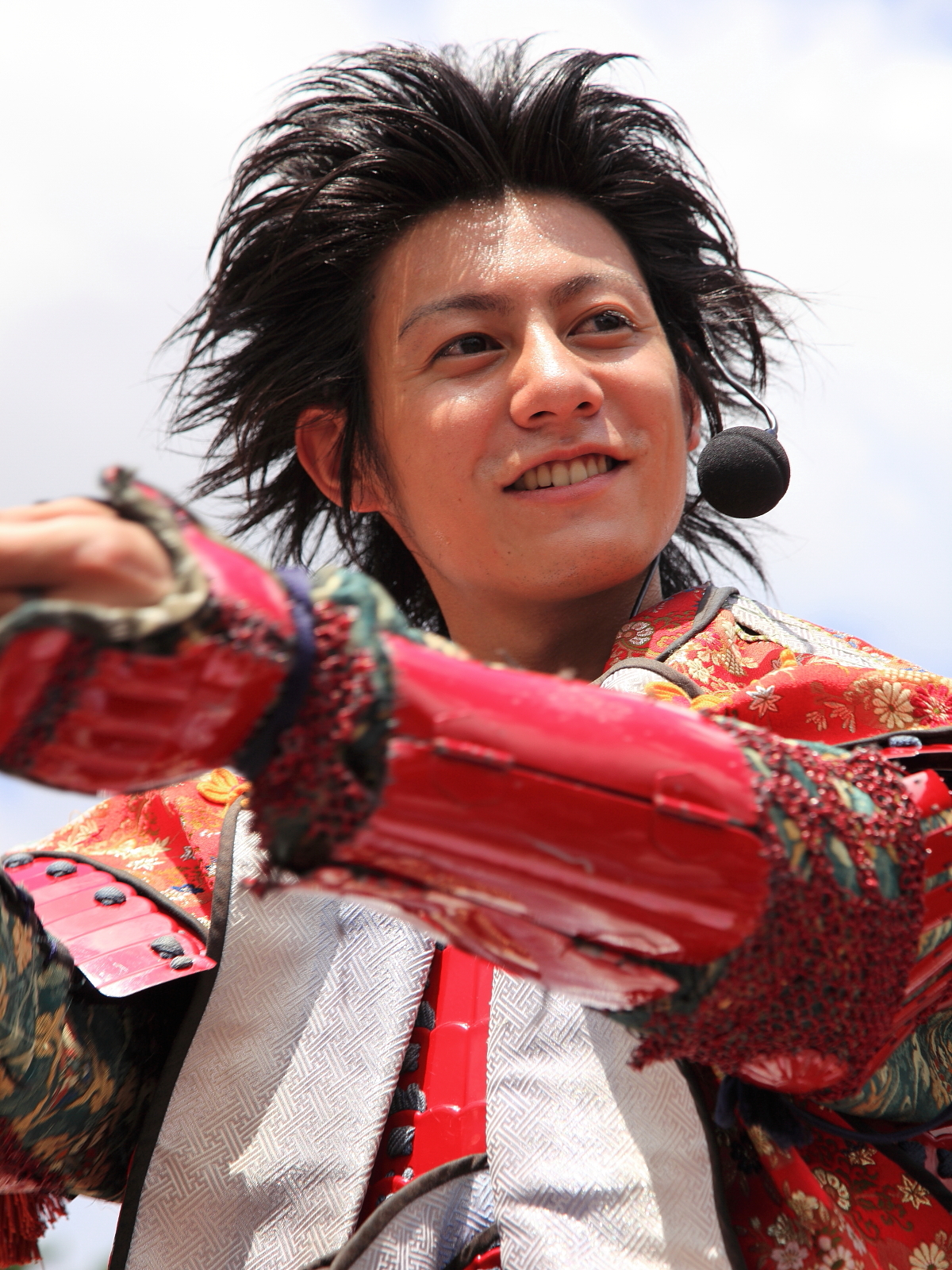
前田慶次（初代） （2010年（平成22年）7月）
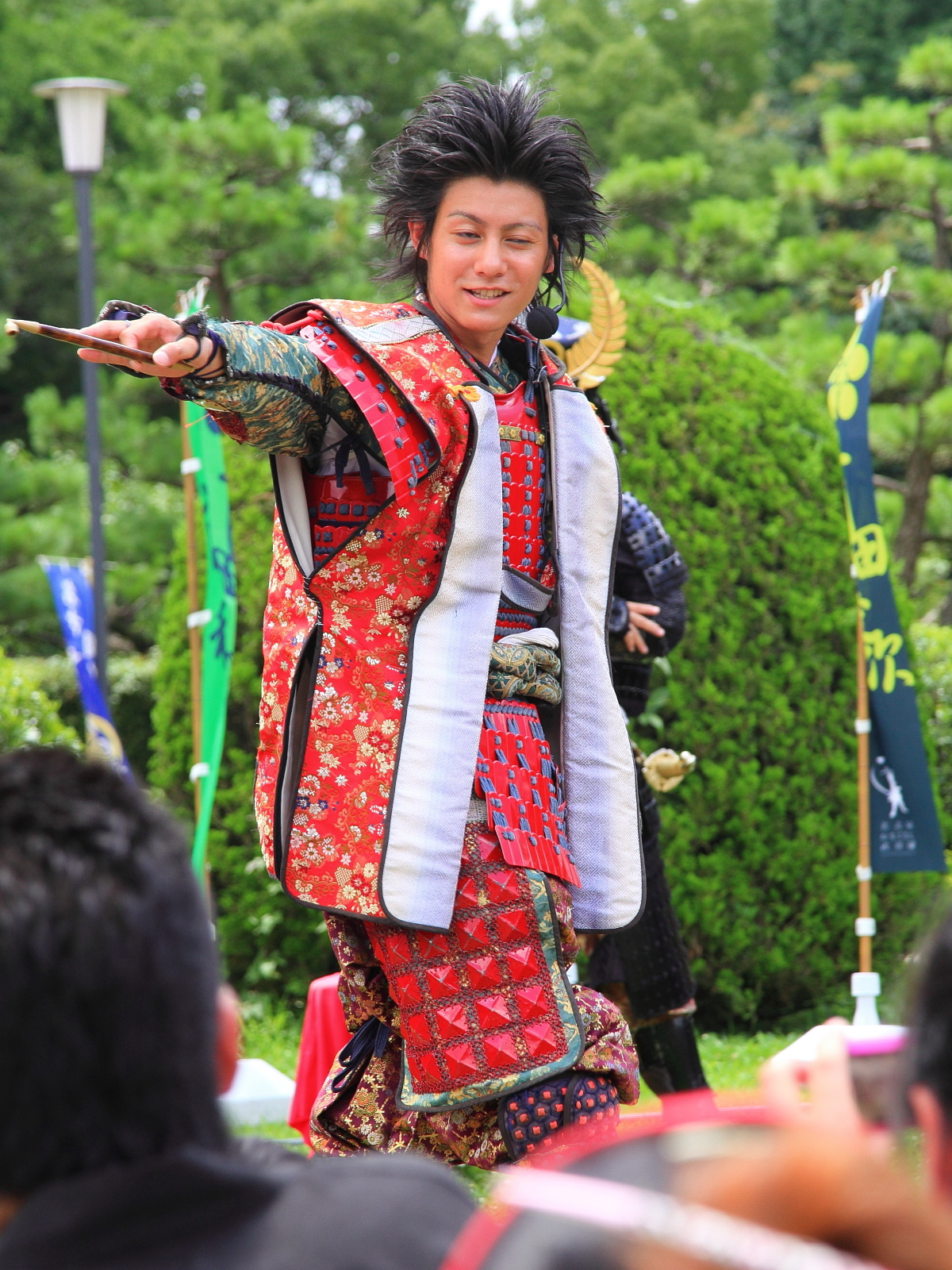
前田慶次（初代） （2010年（平成22年）7月）
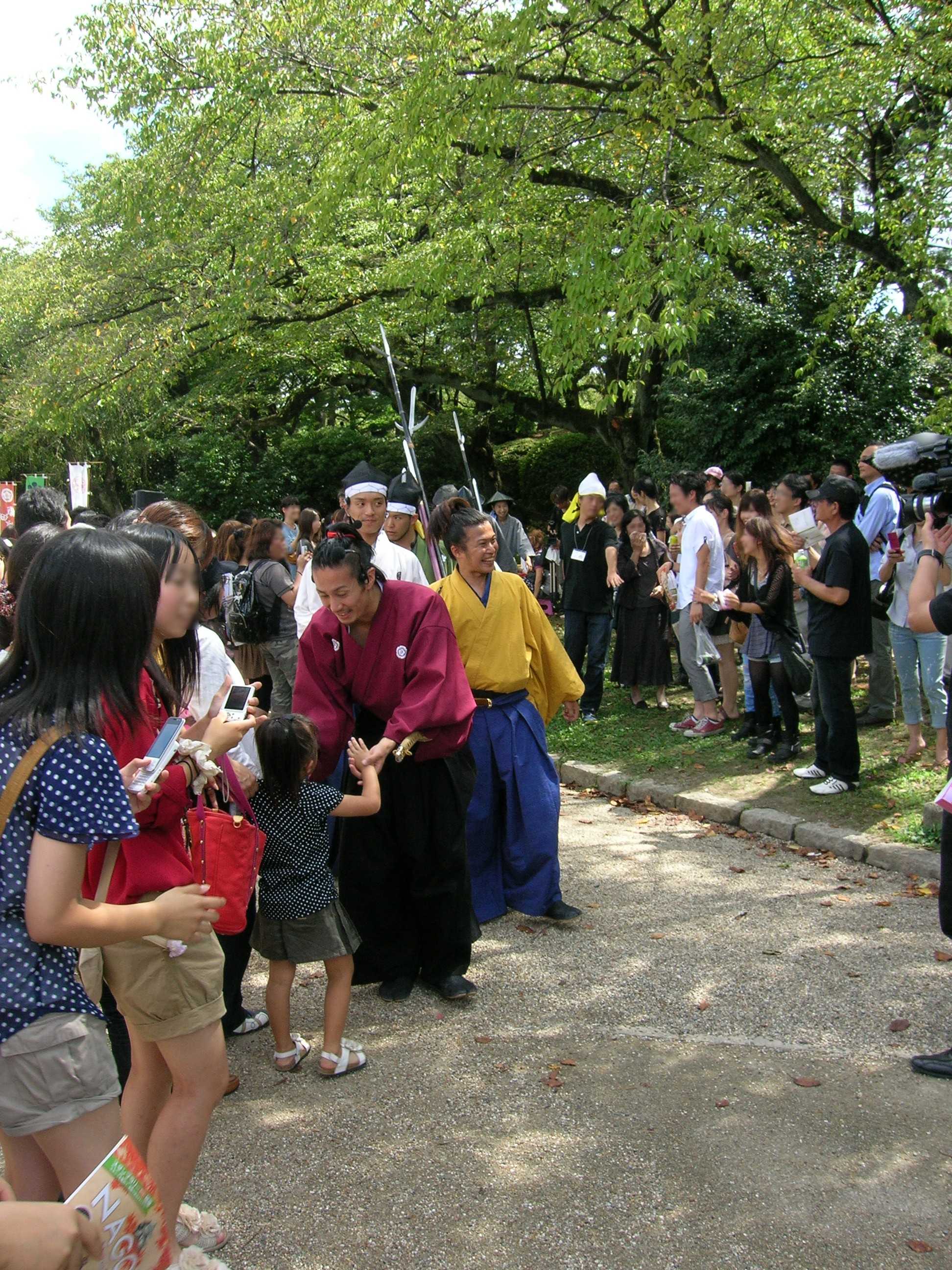
ファンに囲まれながら退場する武将隊 正面から信長・秀吉・家康・利家 （2011年（平成23年）9月）

## 出演

### テレビ
- おもてなし隊なごや（2010年4月7日 - 2012年3月28日・2014年4月2日 - 2017年3月22日・2018年4月4日 - 2025年3月30日 、メ〜テレ）
  - 新・おもてなし隊なごや（2012年4月4日 - 2013年3月27日、メ〜テレ）
- 3時のつボッ!（2010年6月 - 9月、テレビ愛知） - 火曜日レギュラー
- うまし!もてなし!武将隊（2011年7月8日 - 29日、テレビ愛知）＊豊臣秀吉・徳川家康のみ出演
- 信長の来る部屋（2015年1月4日、メ〜テレ）[25]
- 私の愛した家康さま（2017年1月28日、メ〜テレ）[26]
- 八十亀ちゃんかんさつにっき 2さつめ 第7話（2020年2月16日、テレビ愛知）＊前田慶次（おことわり担当）[27]

### ラジオ
- 0時のつぶやき 水曜日第2部（2012年10月 - 2013年9月26日、CBCラジオ）
- CBCラジオ虎の穴 月 - 木曜日（2013年9月30日 - 2014年3月27日、CBCラジオ）
- 名古屋おもてなし武将隊 戦国音絵巻（2014年3月31日 - 2022年3月21日、CBCラジオ）

### インターネット放送
- 名古屋おもてなし武将隊天下布武チャンネル（2012年10月4日 - 2017年11月16日、ニコニコチャンネル）＊月2回生放送
- 新・おもてなし隊なごや－名古屋のすべてを魅せるでござる－（2013年4月11日、名古屋市公式サイト）
- 前田慶次 戦国時代チャンネル（2019年12月20日 - 、YouTubeチャンネル）＊前田慶次のみ出演
- 毎日武将隊（2020年3月14日 - 6月14日、Twitterライブ）[28]
- 戦国お悩み相談室（2020年4月16日 - 2021年月日不明、SHOWROOM）[28]
- 毎月武将隊（2020年6月28日 - 2021年3月27日、Vimeo）[29]
- 織田信長の下剋上の歌（2020年8月1日 - 、YouTubeチャンネル）＊織田信長のみ出演
- 前田利家のまいくら築城記（2024年10月3日 - 、YouTubeチャンネル）＊前田利家のみ出演

### ウェブサイト
- 中日新聞ほっとWeb「名古屋おもてなし武将隊いざ出陣!!」（2013年3月 - 2015年2月）
- 中日新聞ほっとWeb「名古屋おもてなし武将隊めざせ!平成の天下統一?!」（2015年3月 - 2016年2月）[30]

### CM
- 武将都市ナゴヤ観光PRCM
- キリンビール
- NTTドコモインフォマーシャル
- ネクステージ

### イベント
- 世界SAMURAIサミット（2010年7月31日・8月1日・2012年2月3日 - 6日）
- 上海万博日本館名古屋市ウイーク（2010年8月7日 - 10日）
- 戦国武将まつり（2010年11月4日・6日・7日、ナガシマスパーランド）
- 尾張名古屋・仙台おもてなしの宴（2011年1月9日、Zepp Sendai）
- 平成あいち戦国武将サミット in アスナル金山（2012年11月18日、アスナル金山）
- 全国武将隊天下一決定戦 〜宴〜（2013年2月16日・17日、メイン会場：名鉄ホール・サテライト会場：中部国際空港 セントレア）
- 第二回全国武将隊天下一決定戦 〜宴〜（2014年2月22日・23日、メイン会場：名鉄ホール・サテライト会場：中部国際空港 セントレア）
- 絆 夏の陣（2015年7月4日・5日、名古屋城 二之丸広場）[31]
- 絆 秋の陣（2015年11月27日、名古屋城・名古屋能楽堂）[32]
- 「桶狭間の戦い」再現劇・東海合戦ワールド2015（2015年11月29日、清洲城・熱田神宮・大高緑地）＊東海合戦ワールドは大高緑地のみ[32]
- 全国武将隊大博覧会-宴-（2016年2月20日・21日、中部国際空港 セントレア）

### 舞台
- 名古屋おもてなし武将隊 絆（2011年2月25日 - 3月2日、テレピアホール）
- 名古屋おもてなし武将隊 絆 夏の陣（2011年7月29日・30日、テレピアホール）
- 名古屋おもてなし武将隊 絆 2012（2012年3月15日 - 3月25日、テレピアホール）
- 名古屋おもてなし武将隊 絆 2013（2013年3月21日 - 3月26日、テレピアホール）
- 名古屋おもてなし武将隊 絆 2014（2014年3月14日 - 3月23日、テレピアホール）
- 名古屋おもてなし武将隊 絆 2015（2015年3月12日 - 3月22日、テレピアホール）
- 名古屋おもてなし武将隊 絆 2016 黎明転章（はじまり）の戦（2016年3月16日 - 3月21日、テレピアホール）
- 名古屋おもてなし武将隊 絆 2017 〜天の焔（てんのほむら）〜（2017年3月10日 - 3月12日、名古屋能楽堂）
- 名古屋おもてなし武将隊 絆 2018 〜変革転章（はじまり）の戦〜（2018年3月9日 - 3月11日、名古屋能楽堂）
- 名古屋おもてなし武将隊 絆 2019 〜疾風迅雷〜（2019年2月22日 - 2月24日、名古屋能楽堂・能楽堂会議室）
- 名古屋おもてなし武将隊 絆 2020 天華繚乱〜飛翔〜（2020年2月22日 - 2月23日、テレピアホール）
- Believe2023六人の覇王（2023年3月25日・26日、名古屋市芸術創造センター）
- 大戦国劇『YESTERDAY』（2024年3月30日・31日、名古屋市芸術創造センター）
- 大戦国劇『TOMORROW』(2025年3月22日・23日、名古屋市芸術創造センター）

## 書籍
- 戦国武将絵巻 乱舞 名古屋おもてなし武将隊（2010年6月19日、インフォレスト）
- 名古屋おもてなし武将隊 ALL MEMBERS COMPLETE BOOK 十旗総覧（2011年8月25日、マーブルトロン）

## 音楽・映像作品
『百花繚乱』は名古屋「春のキャンペーンテーマソング」で河村たかし名古屋市長がゲストヴォーカルとして参加。両A面の祈りには玉置成実が参加した。『いざ、出陣！』は岐阜県各務原市にある重要有形文化財の「村国座」で撮影が行われ、11月8日付オリコンデイリーチャートの「音楽DVDランキング」で4位を記録した。また、2012年3月に初代メンバーで行われた舞台を収録した『名古屋おもてなし武将隊 絆 メモリアルDVD』が完全受注生産で販売された。さらに、2012年8月31日に3月にZEPP NAGOYAで行われた回顧展『-紡-』のDVD、2014年10月29日にお豆盤『不離威騎！』（ミニアルバム『フリーキー！』）が発売された。

### CD

#### シングル
- 百花繚乱/祈り（2011年4月20日発売、ビクターエンタテインメント）
  - 百花繚乱 / 作詞：Satomi、作曲：m.c.A・T、歌：名古屋おもてなし武将隊
  - 祈り / 作詞：Satomi、作曲：山本淑稀、歌：名古屋おもてなし武将隊 starring Nami Tamaki
- 不離威騎！（2014年10月29日発売、ビクターエンタテインメント）＊5周年記念CD

#### アルバム
初回限定盤CD収録曲
1. 不離威騎！ / 作詞：吉田詩織、作曲：井上トモノリ、歌：名古屋おもてなし武将隊
2. 深紅 / 作詞：吉田詩織、作曲：宮原康平、歌：名古屋おもてなし武将隊
3. あっぱれ陣笠音頭 / 作詞：小川コータ、作曲：小川コータ、歌：名古屋おもてなし武将隊
4. 戦の幕開け
5. 槍焔乱舞
6. 歌舞けや、歌舞け！
7. 戦いはつづく（和太鼓ver）
8. 戦国の憂い
9. 紅蓮のごとく
10. 太閤の夢
11. 忠義あるのみ
12. 平和だなも
13. 疾風　-hayate-
14. 天下泰平はまだ遠い
15. Burn -大地に燃ゆ-
16. 戦いはつづく
17. 名古屋おもてなし武将隊 勝鬨〜ANAの巻〜
18. 名古屋おもてなし武将隊 勝鬨〜世界の山ちゃんの巻〜

初回限定盤付属DVD
1. 不離威騎！（ミュージックビデオ/メイキングオフショット）

通常盤CD収録曲
1. 不離威騎！
2. 深紅
3. あっぱれ陣笠音頭
4. 不離威騎！（Instrumental）
5. 深紅（Instrumental）
6. あっぱれ陣笠音頭（Instrumental）
7. 名古屋おもてなし武将隊 勝鬨〜ANAの巻〜
8. 名古屋おもてなし武将隊 勝鬨〜世界の山ちゃんの巻〜

### DVD
- いざ、出陣！（2011年11月9日発売、ポニーキャニオン）
  - 武将隊演武「長篠の戦い」 in 村国座 / 一撃-ICHIGEKI- (プロモーションビデオ)
  - 特典CD：一撃-ICHIGEKI- / 作詞：大西真弓、作曲：井上日徳乱、歌：名古屋おもてなし武将隊
- 名古屋おもてなし武将隊料理バトル（2011年）
- 名古屋おもてなし武将隊 絆 メモリアルDVD（2012年5月、東海テレビ）
- 名古屋おもてなし武将隊回顧展 -紡-（2012年8月）
- 名古屋おもてなし武将隊 天下布武チャンネル（2013年2月）
- 名古屋おもてなし武将隊 絆 シリーズ / 脚本：毛利亘宏（少年社中）演出：佐藤信也、東海テレビ
  - 活劇舞台 絆 2013年「永劫の誓い」2014年「天我の風」2015年「紅蓮の大空へ」2016年「蒼天の運命」2017年「天の焔」

## コラボレーション

### 青柳ういろう
- 信長の「赤ワイン味」秀吉の「濃茶味」家康の「八丁味噌味」のセット

### 松永製菓
- 名古屋おもてなし武将隊しるこサンド

### 猿カフェ ルーセントタワー店
- 「武将都市ナゴヤ×猿Cafe」「武将カフェ」：2009年11月3日 - 2011年3月31日[33]

### サントリー
- 東海地区限定サントリートリスハイボール

### サークルKサンクス
- 「武将弁当」：2010年9月9日 - 10月27日[34]と2011年10月6日 - 11月2日[35]に発売。

### ココストア
- 「冬の武将まつり」：2012年1月11日 - 1月31日の期間、中部エリアの店舗で三英傑に因んだ弁当などを販売。

## その他
- 東日本大震災への支援を目的としたおもてなし武将隊JAPANに織田信長・豊臣秀吉・徳川家康・前田慶次が参加していた。
- 2012年4月24日からは徳川家康がなごや観光ルートバス メーグルの車内アナウンスを担当している。
- 2015年8月1日に活動を開始した徳川家康と服部半蔵忍者隊はイベント等の場合に名古屋おもてなし武将隊あるいはグレート家康公「葵」武将隊の徳川家康と共演している。